# Jody Williams

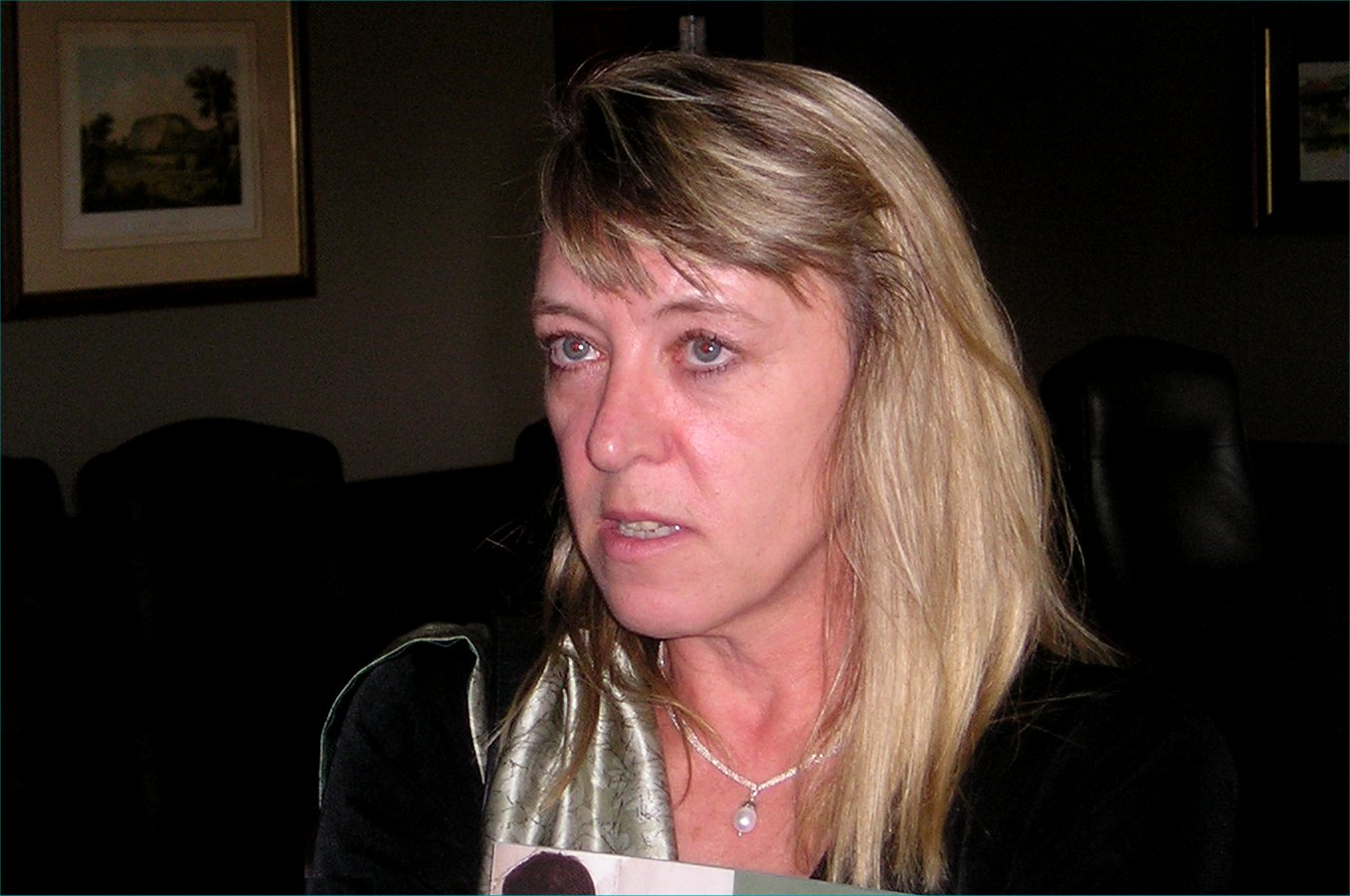

Jody Williams (n. 9 octombrie 1950, Brattleboro, Vermont, SUA) este o profesoară americană, câștigătoarea Premiului Nobel pentru pace din anul 1997, pentru subiectul Campania Internațională pentru Interzicerea Bombelor de Pământ.

## Legături externe
- "An Individual's Impact on Social and Political Change"
- One on One – Jody Williams, interview by Riz Khan on Al Jazeera English, March 2011 (video, 25 mins).
- Apariții pe C-SPAN